# Ам-Джемена
Ам-Джемена (фр. Am Djemena) — город и супрефектура в Чаде, расположенный на территории региона Батха. Входит в состав департамента Фитри.

## Географическое положение
Город находится в центральной части Чада, к северо-западу от озера Фитри, на высоте 280 метров над уровнем моря, на расстоянии приблизительно 260 километров к северо-востоку от столицы страны Нджамены.

## Население
По данным официальной переписи 2009 года численность населения Ам-Джемены составляла 18 896 человек (9239 мужчин и 9657 женщин). Население супрефектуры по возрастному диапазону распределилось следующим образом: 53,2 % — жители младше 15 лет, 41,6 % — между 15 и 59 годами и 5,2 % — в возрасте 60 лет и старше.

## Транспорт
Ближайший аэропорт расположен в городе Бокоро.